# لئوناردو فریرا دا سیلوا
لئوناردو فریرا دا سیلوا (به پرتغالی: Leonardo Ferreira da Silva) مهاجم اهل برزیل است که در شهر کمپیناس و در تاریخ ۱۹ ژوئیهٔ ۱۹۸۰ به دنیا آمده‌است.
لئوناردو فریرا دا سیلوا در تیم‌های فوتبال Corinthians Alagoano سابقهٔ حضور دارد.